# Trichocera saltator
Trichocera saltator är en tvåvingeart som först beskrevs av Harris 1776.  Trichocera saltator ingår i släktet Trichocera och familjen vintermyggor. Arten är reproducerande i Sverige. Inga underarter finns listade i Catalogue of Life.